# 33599 Mckennaloop
33599 Mckennaloop è un asteroide della fascia principale. Scoperto nel 1999, presenta un'orbita caratterizzata da un semiasse maggiore pari a 2,2563287 UA e da un'eccentricità di 0,1190704, inclinata di 5,89333° rispetto all'eclittica.